# Hermann Wohlgethan
Hermann Wohlgethan (* 13. Februar 1907 in Bünde; † 31. Januar 2009 in Potsdam) war in der DDR Vorsitzender Richter am Landgericht Potsdam und Oberrichter des Bezirksgerichtes Potsdam. Er war für die Führung von Schauprozessen in den 1950er Jahren in der DDR verantwortlich.

## Leben
Wohlgethan arbeitete im Ruhrgebiet als Bergmann. Er trat 1923 in den Kommunistischen Jugendverband und 1928 in die KPD ein. Im März 1933 wurde er im Konzentrationslager Börgermoor inhaftiert. Nach seiner Entlassung 1934 wirkte er während der Zeit des Nationalsozialismus als kommunistischer Funktionär im Untergrund.
In der Sowjetischen Besatzungszone wurde er nach dem Zweiten Weltkrieg in einem Schnellkurs zum Volksrichter geschult. Anschließend wurde Wohlgethan Richter am Landgericht Potsdam und war bei dessen Auflösung Vorsitzender Richter. Bis zu seiner Pensionierung übte er als Oberrichter am Bezirksgericht Potsdam das höchste Richteramt des DDR-Bezirkes Potsdam aus. Er verhängte eine Vielzahl von Todesurteilen, darunter das letzte im Bezirk Potsdam ausgesprochene. 1967 wurde er in der DDR mit dem Vaterländischen Verdienstorden in Bronze ausgezeichnet.
Wohlgethan wird eine Vielzahl von Rechtsbeugungen vorgeworfen; dazu gehörten auch mehrere Prozesse gegen Beteiligte des Aufstandes vom 17. Juni 1953. In der DDR-Zeit war er als „roter Freisler“ berüchtigt. Ab 1991 ermittelte die Staatsanwaltschaft Neuruppin gegen Wohlgethan in 300 Fällen, von denen er wegen 63 angeklagt wurde. Wegen Verhandlungsunfähigkeit des 91-jährigen konnte die für 1998 vorgesehene Anklageerhebung nicht erfolgen.
Wohlgethan gehörte nach der Zwangsvereinigung von SPD und KPD 1946 der SED an und blieb Mitglied auch nach deren Umbenennung in PDS. Ende der 1990er Jahre trat er aus der PDS aus und wurde Mitglied der DKP. Er lebte bis zu seinem Tode im Januar 2009 in einem Potsdamer Seniorenheim.
Anlässlich seines 100. Geburtstages kam es zum Eklat, als der Potsdamer Oberbürgermeister Jann Jakobs ihm trotz vorheriger Hinweise durch Historiker des Potsdamer Zentrums für Zeithistorische Forschung ein offizielles Glückwunschschreiben der Stadt zu seinem Jubiläum übersandte und sich nach Protesten von Opfern des Richters später dafür entschuldigte.